# 県道157号 (台湾)
県道157号（けんどう157ごう）は、雲林県斗南鎮から嘉義県布袋鎮を結ぶ、全長44.664kmの台湾の県道である。

## 通過する自治体
- 雲林県
  - 斗南鎮
  - 大埤郷
- 嘉義県
  - 渓口郷
  - 新港郷
  - 六脚郷
  - 朴子市
  - 東石郷
  - 布袋鎮
  - 東石郷
  - 布袋鎮

## 接続する道路
- 台1線
- 県道162号
- 県道145甲線
- 県道164号
- 県道159号
- 台37線
- 県道166号
- 県道168号
- 県道167号
- 台19線
- 県道161号
- 台82線
- 県道170号
- 台17線

## 施設
- 大埤国小学校
- 蒜頭国小学校
- 東石国中学校分校
- 港墘国小学校
- 過溝国中学校